# 国境会戦 (朝鮮戦争)
国境会戦（こっきょうかいせん）は、朝鮮戦争の勃発直後、1950年6月25日に北緯38度線付近を戦場として、大韓民国と朝鮮民主主義人民共和国（北朝鮮）の間で行われた戦闘である。

## 戦争の準備
北朝鮮においては、1950年初頭より軍の拡充が急がれはじめた。作戦計画の策定は1950年5月末に完了し、1950年6月10日には師団長会議が開催され、部隊の展開と移動が下令されるとともに、軍団の編成が開始された。この際、企図秘匿のため、師団級部隊の機動演習を名目としていた。翌11日には「大機動演習」の実施が発令された。演習期間について、姜総参謀長は「多少長期間になるかもしれないが、二週間もあれば事足りる」と説明し、また演習は口外無用であり、家族にすら秘するよう命じられた。これは、実際に二週間の移動訓練であるなら、非常におかしな命令であった。各部隊は6月12日から逐次駐屯地を出発し、23日までには攻撃位置への進入を完了した。上述のように、この部隊移動は演習とされていたが、多くの兵は23～24日の夜に真実を知ったと言われている。
一方、韓国国防部は、「1950年春には、人民軍が38度線から全面的に攻撃を行う」との1949年末の総合情報報告に基づいて対応計画の策定を急ぎ、1950年3月25日付で国軍防御計画（陸本作戦命令第38号および付録諸計画）を確定し、隷下部隊に下達していた。韓国軍は「北韓当局の侵略計画が完成されていると思われ、彼らの行動はただ時間の問題である」と認識しており、その勢力に関してもほぼ正確に把握していた。
もちろんアメリカも、韓国からの報告はもとより、北朝鮮が38度線で軍備の増強を測っており事態が進行している事について多くの情報を掴んでいた。しかし、アメリカ軍と国際連合は事態を楽観していた。
- 1950年春、CIA将校ジャック・シングローブは38度線を超えて侵入させた朝鮮人工作員から、北朝鮮軍の先鋭部隊の境界への移動、各地の橋での大量の工事、境界近くの鉄道線路の改修等の情報を入手していた。しかしその情報は、GHQの情報機関であるキャノン機関によって、信頼性に欠け事実ではない報告であるとして最低ランクの格付けがなされていた[5]。
- 1950年5月および6月、米国国務省政策企画室のジョージ・ケナンは、共産圏で重大な事態が進行しつつあり間もなく大軍が作戦に入るとの情報を得ていた。しかし、その大軍が北朝鮮からである可能性は軍によって否定された[5]。
- 1950年6月12日、アメリカ軍事顧問団は国連朝鮮委員会の質問に対し「攻撃を受ける現実的な兆候はない。万一侵略が起こっても、韓国軍はこれを撃退することができる」と回答した[2]。また同6月、米軍統合参謀本部チャールズ・ボルテ中将は下院委員会において「韓国軍は面目を一新し、兵士の装備は人民軍よりもよい」と証言した。しかしこれらの認識は実際の韓国軍の実態とはかけ離れたものであった。例えば、同6月15日の軍事顧問団からペンタゴンに宛てた報告では、韓国軍は辛うじて存在できる水準でしかなく、大半の装備や多くの兵器が使い物にならず、攻撃に対して最長でも15日しかもたないことを指摘している。

また日本では、田中山口県知事によって県庁内に設立された朝鮮情報室において、中波・短波無線分析や、朝鮮内部の情報提供者からの情報などに基づき、1950年の段階で、既に状況は切迫しているとの分析結果を出していた。この分析を受けて田中知事は6月21日に上京し、吉田茂首相を訪ねて現状を伝えた。しかし吉田は、そのわずか3日前に38度線視察の帰路に訪日したジョン・フォスター・ダレスから「米軍の士気は旺盛で、装備も充実しており、まったく心配ない」と聞いたばかりであると、田中知事に対して激怒したと伝えられている。
そして韓国軍の一部においても危機感が欠如していた。6月9日、蔡秉徳参謀総長は師団長、連隊長級における大規模な人事異動を実施した。この異動により国境師団長に補された将軍たちは、当代一流の人物ではあったが、実際には目前に迫っていた戦闘への準備期間は明らかに不足していた。同年3月に確定された防御計画（前出）に基く防御施設の構築は進められてはいたものの、38度線における北朝鮮の武力挑発や共産ゲリラの跳梁によって工事は妨害され、地域住民や青年団による労働奉仕によって相当の進捗を見たとはいえ、障害物の設置などはほとんど行なわれず、特に対戦車防御は極めてなおざりなものであった。陸軍本部作戦局長であった姜文奉大佐は防御施設の強化を提案する建議書を国会に提出したものの、5月30日の総選挙を受けて国会が休会中であったため、その建議書は処理されなかった。

## 作戦計画および戦力配置の概要

### 両軍戦力の対比
北朝鮮については、ソ連から当初より武力統一のための軍備を与えられていた形跡がある。これに対し、韓国については、アメリカが与えた軍備は、「守るに足り、攻めるには不足」を意図していた（しかし開戦後の現実が示すように北朝鮮の全面攻撃に耐えられるものではなかった）。この結果、両軍の装備・錬度・兵力には大きな格差が生じていた。

#### 概観
朝鮮人民軍（以下北朝鮮軍）は1946年1月に創設された鉄道保安隊を起源としており、正式な発足は1948年2月8日である。1949年末の時点では4個師団を有するに過ぎなかったが、その後半年で倍以上に増強された。特に49年夏ごろからは中国人民解放軍にあった朝鮮系中国人部隊が師団編成を保ったままで編入されはじめ、またそれ以外の部隊にも中国帰りの将兵が多数編入されるなど、北朝鮮軍は極めて早いペースで増強されていた。そしてこれら歴戦の将兵により、極めて高い錬度を保っていた。従来、北朝鮮は韓国よりも人口が少ない（約43%）ため、兵力面においては韓国が優位であると考えられていたが、これによって軍事バランスは一気に北側に傾くこととなった。そして1950年6月25日の開戦の時点で、北朝鮮軍の戦力は完全編成の歩兵師団8個、未充足の歩兵師団2個、戦車旅団1個および独立戦車連隊1個の正規部隊と警備旅団5個を含み総兵力19万8千、戦車242両、(ただし開戦時装備していたのは戦車150両)砲552門、迫撃砲1728門、航空機211機にまで増強されていた。
韓国軍は1946年1月に創設された朝鮮警察隊をその母体として、1949年5月には5個師団と1個旅団を有しており、さらに8月には8個師団に増強された。しかし、部内に多数潜入していたスパイの粛清や、独立以来頻発していた北朝鮮によるゲリラ攻撃の討伐に労力を割かれていたため、訓練は不足気味であった。1950年6月25日の開戦の時点で韓国軍の戦力は、歩兵師団8個を基幹として総兵力10万6千、戦車なし、砲91門、迫撃砲960門、航空機22機。

#### 部隊の編成・装備

##### 北朝鮮軍
北朝鮮軍の歩兵師団の編制は、第二次世界大戦当時のソ連軍の師団を、北朝鮮の国情に合わせて縮小したものであった。各師団は歩兵連隊3個を基幹として、砲兵連隊、工兵大隊を有し、総員は約11,000名であった。各歩兵連隊は総員2,794名、歩兵大隊3個と重迫撃砲中隊（120mm重迫撃砲 6門）、歩兵砲中隊（76mm連隊砲M1927 4門）、対戦車砲中隊（45mm対戦車砲M1937 4門）により編制されていた。また師団の砲兵連隊は、野砲大隊2個（76mm師団砲M1942 12門）、榴弾砲大隊（122mm榴弾砲M1938 12門）、自走砲大隊（SU-76 12両）により編制されており、とくに自走砲大隊は師団に限定的ながらも機甲火力を付与していた。
また、国境会戦からソウル会戦にかけて極めて重要な役割を果たした第105戦車旅団は、やはりソ連軍の戦車師団を縮小した編制になっているが、旅団としての主体的な運用というよりは分割されての歩兵直協任務を考慮したものになっている。第107、第109、第203の3個戦車連隊（それぞれT-34戦車40両）と第206の1個機械化歩兵連隊により編制される。
38度線警備旅団は、旅団本部隷下に7個歩兵大隊、本部中隊、衛生中隊、輸送中隊、偵察中隊、45mm対戦車砲中隊、警備小隊で構成され、さらに各歩兵大隊は大隊本部、3個中隊、機関銃中隊、迫撃砲中隊、45mm対戦車砲小隊、勤務隊で編制されていた。定員は8,312名であったが、人員不足で完全に補充できず、戦争直前の兵力は、第1警備旅団が5,000名、第3旅団と第7旅団が4,000名であった。
第766部隊は、遊撃部隊として3個歩兵大隊、砲兵大隊、通信大隊、姜・表大隊として編制され、3個大隊のうち2個大隊は上陸部隊、1個大隊は内陸浸透に運用されるよう組織された。姜・表大隊は、1949年5月に韓国から越北した表武源と姜太武が率いた部隊であった。海軍第945陸戦隊は、3個上陸軽歩兵大隊、通信中隊、後方勤務隊で編制されていた。
第603モーターサイクル連隊は、4個モーターサイクル大隊、1個装甲車大隊、1個対戦車砲大隊で編成されていた。モーターサイクル大隊は、3個モーターサイクル中隊、1個迫撃砲中隊、1個重機関銃中隊で構成されていた。モーターサイクル中隊は45台のモーターサイクルと135名、迫撃砲中隊は82mm迫撃砲9門と30名、重機関銃中隊は14.5mm機関銃9挺と30名、装甲車大隊はBA-64型装甲車54台、対戦車砲大隊は45mm対戦車砲16門で編成されていた。
北朝鮮軍には、9個の軍工兵大隊、30個の師団工兵中隊があったが、装備は非常に不足しており、大部分の工兵は手作業に依存していた。渡河装備も不足しており、ほとんどが最高司令部隷下にあった。師団には独自の渡河装備が無かったので、最高司令部から優先順位に基づいて割り当てられる形で運用された。多くの人員と装備を渡河させることができる渡船板/橋梁装備であるNLPとN2Pがソ連から供給された。NLPは24組、N2Pは48組供給され、そのうち24組のN2Pは第6師団、残りの24組は第105戦車師団で運用され、またソ連側の資料からNLPの一部は第1師団で運用されたと推測される。残りの師団についてはボートや渡し船、浮遊物など現地で調達した資材を最大限に活用したと推測される。

##### 韓国軍
韓国軍師団の編制は、第二次世界大戦当時のアメリカ軍の師団を、韓国の国情に合わせて縮小したものであった。定数としては、各師団は歩兵連隊3個を基幹として、砲兵連隊、工兵大隊を有し、総員は約10,000名であった。各歩兵連隊は総員約2,650名、歩兵大隊3個と対戦車砲中隊（M1 57mm対戦車砲 6門）により編制されていた。また師団の砲兵連隊は、軽砲大隊3個（105mm榴弾砲M3 5門）により編制されていた。ただし、後方の第2、第3、第5師団は2個歩兵連隊を基幹とし、砲兵大隊を欠く軽歩兵師団であったほか、開戦時の第7師団は隷属替えにより一時的に2個連隊基幹となっていた。装備の充足についても、前方防御部隊はおおむね装備が揃っていたが、後方警戒部隊においては装備の調達が間に合わず、南部でゲリラ討伐を行っていた3個師団に到っては、旧日本軍の九九式短小銃を改修して使っている状況であった。また、ゲリラ討伐や麗水・順天事件の鎮圧など多忙であったために全体に訓練が不足していた。6月15日の時点では、第7師団の6個大隊、第8師団の1個大隊、首都警備司令部の9個大隊の計16個大隊が大隊訓練を修了していたが、32個大隊は中隊訓練またはその移行の途上、17個大隊は小隊級の訓練すら終わっていない状況で、連隊級の訓練を修了している部隊は皆無であった。
韓国軍が保有していた車両は1,566両であったが、これらはアメリカ軍が太平洋戦争で使った中古品を撤退した時に韓国軍に譲渡したものであり、さらに反乱の鎮圧やゲリラ討伐での酷使により、大部分が老朽化していた。そのため整備の必要に迫られ、1950年3月から500両の車両を後送して整備中であり、残りの1000両も順次後送する予定であった。師団の編制定数は377両であったが、整備によって開戦時の第1線師団の保有車両は平均52パーセントであり、さらに第1線連隊に優先して配備したため、各師団の予備連隊と南部の3個師団は車両を欠いていた。これが予備師団の集中や兵站部隊の運用を著しく阻害する原因となった。

##### その比較
韓国軍は戦車を有さないうえに、有効な対戦車火力にも欠けていた。各歩兵連隊は6門の57mm対戦車砲を有し、また各歩兵小隊に2門の2.36インチ（60mm）対戦車ロケット弾発射器（M9/M9A1「バズーカ」）が配されていたが、これらはのちに、北朝鮮軍のT-34戦車に対しては事実上無力であることが分かった。このため、機甲火力については、北朝鮮軍の優位はまったく隔絶したものであった。
砲兵火力についても、質・量ともに大きな格差があった。砲兵連隊の装備については、韓国軍は有効射程6,525mの105mm榴弾砲M3型を15門装備する程度であったのに対し、北朝鮮軍は有効射程11,710mのM1938 122mm榴弾砲を12門、有効射程11,260mのSU-76 76mm自走砲を12門、有効射程13,090mのM1939 76mm野砲を24門、計48門の火砲を装備していた。北朝鮮軍ではさらに各歩兵連隊にM1938 76mm山砲が4門配備されていたので、これを含めると1分間の投射弾量比は1:10で北朝鮮軍師団の圧倒的優位であった。また迫撃砲についても、60mmの軽迫撃砲で韓国師団の81門に対し北朝鮮師団は108門、80mm級の中迫撃砲で韓国師団の36門に対し北朝鮮師団は81門、口径100mm超過の重迫撃砲については、韓国師団がアメリカ製4.2インチ（107mm）重迫撃砲を一切保有していなかったのに対して北朝鮮師団は18門のソ連製120mm重迫撃砲を有していた。山がちな朝鮮半島の地形を考慮すると、迫撃砲における差は極めて重大である。

### 北朝鮮軍による攻撃計画

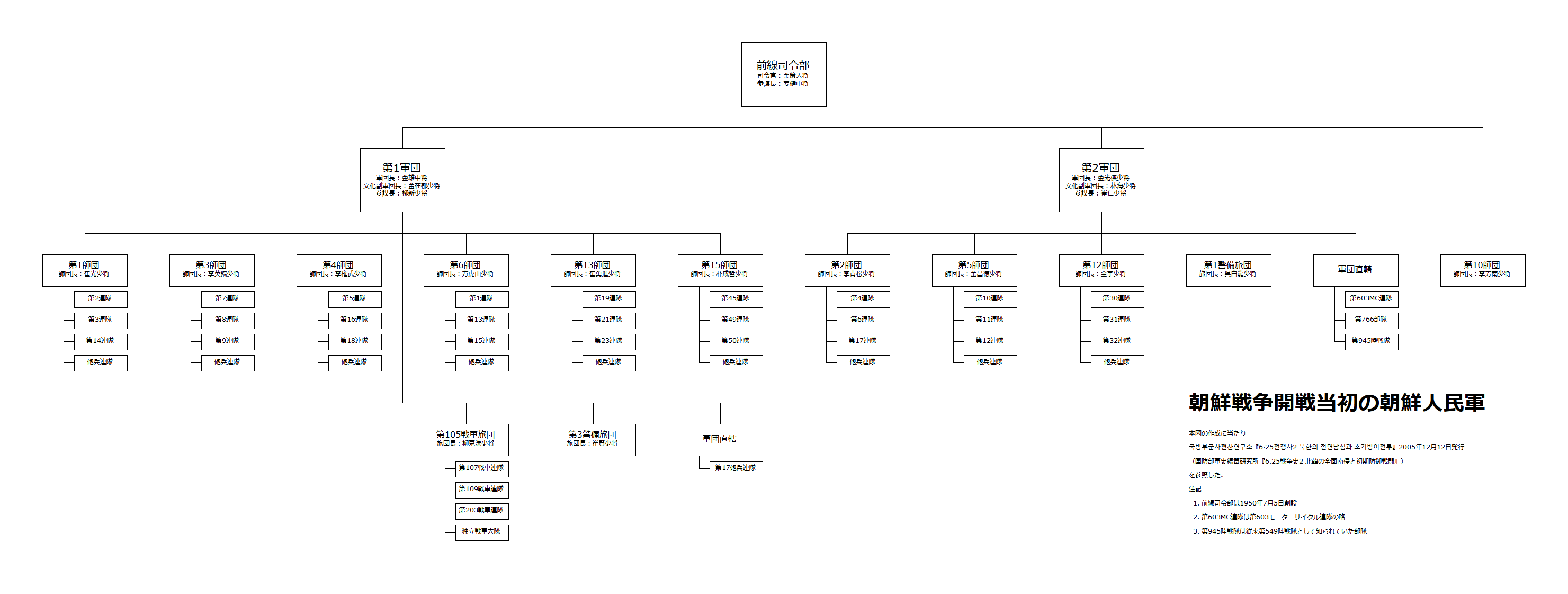
朝鮮戦争開戦当初の朝鮮人民軍戦闘序列

北朝鮮軍の作戦計画は概ね、韓国軍の主力をソウル周辺で捕捉・殲滅し、同市を占領したのち、速やかに残存兵力を掃討しつつ釜山に進出し、これを解放するというもので、次の3つの段階によって達成される計画であった。
1. 韓国軍の防御線を突破し軍主力を殲滅、3日以内にソウルを占領し、ソウル～原州～三陟に進出する
2. 予備部隊を撃破しつつ戦果を拡大、群山～大邱～浦項まで進出する
3. 韓国軍の残存戦力を掃討しつつ南海岸に進出し、釜山～麗水～木浦に展開する

これを実現するため、北朝鮮軍はその地上軍の全10個師団を、第1、第2の2個軍団に編成した。

#### 第1軍団
第1軍団はソウル北方に弧状に配置され、ソウルに向けて求心的な攻撃を実施するよう指導された。このことから、第1軍団には、前線司令部直轄の第105戦車旅団（柳京洙少将）が配属されていた。

##### 隷下部隊
第1師団は、最も古い師団の1つで1947年3月に創設され、ソ連帰りの将校が多く、歩兵連隊の1個は元中共軍連隊で他の連隊にも相当数の元中共軍兵士が編入されていたと言われている。第2、第3、第14の3個連隊を基幹としており、師団長は崔光少将。駐屯地は南川站であり、九化里に展開した。
第3師団は、1948年2月に創設され、最初に完全編成された師団であり、元中共軍兵の含有率は低かったが、将校の大部分はソ連帰りで部隊全般の士気は高く最強を誇り、侵攻時には第4師団と共に主攻正面に使用された。第7、第8、第9の3個連隊を基幹としており、師団長は李永鎬少将、駐屯地は平康站であり、雲川に展開した。
第4師団は、ソ連帰りが多く精鋭を誇った師団であった。1950年に第4野戦軍内の朝鮮人を集めて編成された独立団が編入され第18連隊となった。第5、第16、第18の3個連隊を基幹としており、師団長は李権武少将、駐屯地は南浦であり、漣川に展開した。
第6師団は、元中共軍第166師であり、1949年7月25日から10月にかけて約10,000名が北朝鮮入国後、新義州で800名の補充を受けて第13、第14、第15連隊からなる第6師団として編成された。師団長は、朝鮮戦争で二重英雄称号を授与された方虎山少将、駐屯地は新義州であり、開城北側に展開した。1個連隊は甕津半島に投入されたため、開城方面の師団主力は総員8,000名であった。
第105戦車旅団は、第107、第109、第203の3個連隊で編成されていたが、このうち第203戦車連隊（1個大隊欠）は開城・汶山方面で運用され、第203戦車連隊第2大隊と第107、第109戦車連隊が議政府方面に投入された。
軍団予備としては、第10師団および第13師団が拘置される計画であった。第10師団は第25、第27、第107の3個連隊を基幹とし、駐屯地は粛川であった。第13師団は第19、第21、第23の3個連隊を基幹としていたが、完全編成ではなく、開戦時兵力は6000名であった。師団長は崔勇進少将、新義州の駐屯地から金川に展開した。

##### 甕津半島
甕津半島では、第6師団第1連隊と治安大隊を配属した第3警備旅団（旅団長：崔賢少将）が、甕津-延安半島に定めた6つの目標を各個に突破し、第1連隊は康翎に進出して韓国軍第17連隊を二分し、甕津半島と延安半島を占領する計画であった。122mm榴弾砲4門、76mm野砲32門、45mm対戦車砲45門などを保有し、兵力は8,000名余りに達した。

##### 開城・汶山方面
この方面には第1師団、第6師団（1個連隊欠）、第203戦車連隊（1個大隊欠）が投入された。
開城 - 金浦の経路では、第6師団主力が、攻撃初日に正面の韓国軍を撃破して開城を掌握し、2日目に金浦-永登浦線に進出して韓国軍主力の退路を遮断する計画であった。金浦に進出するには漢江を渡らなければならないため、第6師団には最も多くの渡河機材が割り当てられた。
高浪浦 - 汶山 - ソウルの経路では、第1師団が高浪浦 - 長湍 - 汶山軸線を突破し、第105戦車旅団より分遣された第203戦車連隊と共同で汶山からソウル西部に進出して韓国軍主力の退路を遮断する計画であった。
開城 - 高浪浦方面に展開した第1、第6師団は合わせて21,000名前後であり、122mm榴弾砲24門、76mm野砲72門、45mm対戦車砲168門の他に第203戦車連隊の戦車40両、自走砲32門が師団支援下に集結した。

##### 議政府方面
議政府・抱川地域を攻撃する部隊は、2個歩兵師団（第3、第4）と第105戦車旅団の2個戦車連隊及び2個軍団砲兵大隊であった。
鉄原 - 議政府 - ソウルの経路では、第105戦車旅団主力とともに、第3、第4の2個師団が前進する計画であった。第4師団は第203戦車連隊第2大隊の支援を受けて東豆川方面を、第3師団は第107、第109戦車連隊の支援を受けて抱川方面を進攻した。
この方面の北朝鮮軍兵力は韓国軍第7師団7,211名（実兵力4,500名）に対して総員28,000名であった。主要装備は戦車156両、自走砲62門、122mm榴弾砲48門、76mm野砲72門、45mm対戦車砲96門、120mm迫撃砲52門、82mm迫撃砲162門など、戦争初期の動員した全火力の3分の1をこの方面に集中した。

#### 第2軍団
第2軍団は助攻として、春川正面（華川～麟蹄）で北緯38度線を突破したのち、その主力は春川を突破し、第1軍団と連携した包囲攻撃によってソウルを占領する一方、その一部をもって東海岸道において韓国軍の後方を攪乱し、その撤退を阻害させる計画であった。

##### 隷下部隊
第2師団は、1946年11月10日に羅南の保安幹部第2訓練所を前身に創設された。1949年末から東海岸で大隊訓練から空地共同訓練に至るまで本格的な戦闘訓練を実施したが、特に山岳戦を重点に置いていた。開戦の時点でほとんどの兵士は6か月以上の軍事訓練を終えた状態であり、1950年初めに北朝鮮軍検閲団が実施した評価は7個師団のうち最優秀師団に選ばれた。
第4、第6、第17の3個連隊を基幹としており、師団長は李青松少将、元山の駐屯地から華川に展開した。
第5師団は、元中共軍第164師で、1949年7月満州から清津に移動し、そこで徴募兵3,500名を加えて完全な北朝鮮軍師団の編制となった。第10、第11、第12の3個連隊を基幹としており、師団長は金昌徳少将、羅南の駐屯地から襄陽に展開した。開戦時、第2軍団の第2梯隊として使用された。
第12師団は、1950年2月に第4野戦軍第13兵団所属の朝鮮人を集めて編成した独立第15師が元であり、同年4月に入北して第30、31、32連隊、そして第1師団から砲兵大隊を編入して第12砲兵連隊によって第7師団に編成した。6月2日に第12師団に改称。この師団だけは定員を越えていて12,000名であった。開戦の2か月前に編成したので、団結とソ連式訓練の時間がなかったことに問題があった。実戦経験が豊富な兵力で構成され、個々の戦闘能力は比較的高く評価された。他の師団はソ連製の兵器を装備していたが、第12師団はアメリカ製の兵器を装備していた。第30、第31、第32の3個連隊を基幹としており、師団長は全宇少将、元山の駐屯地から楊口に展開した。

##### 春川・洪川方面
この方面には第2、第12師団を第1梯隊、第5師団主力を第2梯隊、第603モーターサイクル連隊を高速機動部隊として編成していた。第2師団は開戦当日に春川を占領したのち、ソウル東方と水原方面に迂回して韓国軍主力を包囲する計画であった。その任務は、開戦当日のうちに春川を攻略するというものであった。
第12師団は、麟蹄-洪川軸に侵攻して洪川を占領した後、原州-驪州間幹線道路を遮断し、利川-水原方面に進出する第603モーターサイクル連隊の左側方を掩護し、洪川-驪州方面に進出して韓国軍の退路と増援を遮断する計画であった。
第5師団は、第1梯隊の第12師団が洪川方面へ攻撃を開始した後、後続して横城-原州方面に進出して戦果を拡張させ、これにより韓国軍後方師団の増援を遮断し、軍団の第1段階目標である原州-三陟線に進出する計画であった。
この地域に投入された兵力は36,938名であり、火力では122mm榴弾砲24門、76mm野砲72門、76mm自走砲48門、75mm砲24門、45mm対戦車砲139門、37mm対戦車砲12門、その他に120mm迫撃砲60門など計204門の迫撃砲を保有していた。

##### 東海岸
東海岸では第1警備旅団（旅団長：呉白龍少将）に第5師団の第10連隊、1個砲兵大隊、1個自走砲隊を配属させ、東海岸道に主力を投入して北から韓国軍第10連隊を攻撃、第766部隊と第945陸戦隊は、江陵南側の正東津と臨院津に上陸して韓国軍第21連隊の増援を遮断するとともに南進部隊と合流して江陵北側の連谷川地域で韓国軍第10連隊を挟撃し、またいくつかの警備旅団の兵力を浸透させ、韓国軍の退路を遮断する計画であった。
兵力は14,000名ほどで、火力では122mm榴弾砲4門、76mm野砲24門、76mm自走砲4門、45mm対戦車砲20門、120mm迫撃砲14門、82mm迫撃砲36門、60mm対戦車ロケット砲200門などを保有していた。

### 韓国軍の防衛計画
一方の韓国軍は、人民軍の主攻は鉄原 - 議政府 - ソウルに指向されるとの判断のもと、軍を前方防御部隊と予備隊、後方警戒部隊の3つの梯隊に分け、前方防御地帯においては3本の陣地線を構築して段階的な防御作戦を展開し、特に議政府地区において重点を形成する計画であった。これらの陣地線に拠って、防御作戦は以下の3つの段階によって実施される計画であった。
1. 初期作戦: 38度線南側に沿った警戒陣地（A線）における防御と遅滞戦闘。主抵抗線前面の橋梁・道路を破壊し、主抵抗線での態勢を整頓する時間を確保する。
2. 第二期作戦: 臨津江南岸～春川～注文津北側の主抵抗線（B線）における戦闘。火力の集中発揮および逆襲によって、極めて強力な戦闘を実施する。陣前において敵を撃滅することを目的とし、陣地への進入を許した場合にも極力この線で膠着させる。戦闘指導に困難を来した場合には、遅滞戦闘を実施しつつ、逐次予備陣地に移動する。
3. 第三期作戦: 最後方の抵抗線での戦闘。予備陣地線において、全軍をもって敵戦力を粉砕し、同陣地を固守する。

また、3個梯隊のうち、後方警戒部隊は本来警察や青年防衛隊、海空軍が主力となる計画であったが、実際には開戦前日（24日）の時点で、全61個大隊のうち25個大隊はゲリラ討伐のために南部に分散配置されていた。また、11個大隊が38度線国境付近の前方防御陣地に、残る25個大隊が第一線師団の予備としてソウル～原州～三陟の地域に駐屯していた。これらの各梯隊の編成と任務・防御計画は以下のようなものであった。

#### 前方防御部隊
第17連隊は甕津半島において、第17連隊（2,719名）、第7砲兵大隊（526名）、対戦車砲中隊（129名）、他支援部隊（300名）からなる連隊戦闘団編成を取っており、総員3,600名。主要装備は、105mm榴弾砲15門（うち3門故障）、57mm対戦車砲6門、81mm迫撃砲12門、60mm迫撃砲18門、2.36インチロケット砲60門、各種機関銃25挺を保有していた。開戦時の連隊長は白仁燁大佐。その任務は、甕津地区において防御戦闘を展開するとともに、遊撃戦によって敵の後方を攪乱することであった。必要に応じ海州一帯の占領を準備することになっていたが、一方で、戦況次第では一時撤退することも考慮されていた。
第1師団はソウルの北西、開城から高浪浦にかけての正面を担当していたが、開城については必要に応じて放棄する決心をしており、防御の重点は汶山に指向していた。また、敵が主攻を向けると考えられる議政府正面の第7師団の左翼を援護することも求められていた。第11連隊（2,527名）、第12連隊（2,728名）、第13連隊（2,578名）の3個連隊を基幹として砲兵、工兵大隊も配属されており、総員9,715名。主要装備は、105mm榴弾砲15門、57mm対戦車砲18門、81mm迫撃砲36門、60mm迫撃砲54門、2.36インチロケット砲192門、各種機関銃43挺を保有していた。しかし第11連隊が保有していた共有火器の30パーセントは5月下旬から6月上旬にかけて後方基地廠に搬送整備したため、同連隊は主に個人火器だけを保有していた。開戦時の師団長は白善燁大佐。
第7師団はソウルの北東、議政府回廊の正面を担当しており、敵の主攻との衝突が想定されるもっとも重要な部隊であった。第1連隊（2,514名）、第3連隊（2,487名）、第9連隊（2,419名）の3個連隊を基幹とし、砲兵、工兵大隊も配属されていた。ただし、開戦の直前（6月15日付）に行われた部隊改編により、第3連隊が首都警備司令部に隷属変更され、これに代わり第2師団より編入された第25連隊の部隊移動が遅れたため、第7師団は2個連隊基幹（総員7,211名）で開戦を迎えた。開戦時の師団長は劉載興准将。
第6師団は春川正面の中部山岳地帯を守備しており、春川正面を第7連隊、麟蹄正面を第2連隊に警備させ、北朝鮮に侵攻にあたっては原州の第19連隊をもって反撃する計画であった。この正面は北朝鮮軍の助攻正面と考えられ、状況によっては一部をソウル方面に転用しなければならないと考えられていただけに縦深陣地は造られていなかった。最も危険だと考えられていた華川-春川道沿いには十数個のトーチカが構築されており、これは5代目の師団長であった劉載興大佐が実施したものであった。第2連隊（2,724名）、第7連隊（2,503名）、第19連隊（2,160名）および第16砲兵大隊、工兵大隊により編成されており、総員9,338名。主要装備は、105mm榴弾砲15門、57mm対戦車砲12門、81mm迫撃砲33門、60mm迫撃砲65門、2.36インチロケット砲276門を保有していたが、105mm榴弾砲2門は故障により後方に搬送していた。開戦時の師団長は金鐘五大佐。
第8師団は東海岸道正面を守備しており、第10連隊（第21連隊の1個大隊を配属）を右第一線、第21連隊第1大隊を左第一線、第21連隊の1個大隊を予備として38度線陣地を確保、突破された場合は敵を打撃しながら海岸沿いに後退し、連谷川の線に誘致して撃破する。やむを得ない状況でも江陵と広院里付近を確保して攻勢に転移する、という計画であった。大隊長以上の現地戦術や図上演習を実施し、各部隊や工兵大隊は第2、第3防御線を構築中であった。第10連隊（2,476名）、第21連隊（2,467名）の2個連隊および砲兵、工兵大隊により編成されており、総員6,866名。主要装備は、105mm榴弾砲15門、57mm対戦車砲12門、81mm迫撃砲24門、60mm迫撃砲38門、2.36インチロケット砲128門を保有していた開戦時の師団長は李成佳大佐。

#### 予備隊および後方警戒部隊
首都警備司令部（首都警備師団）の任務は金浦、仁川を含む首都圏の防御を準備することであり、第3連隊、第8連隊、第18連隊を隷下に有しており、このうち第3連隊は開戦直前の6月20日に第7師団より加えられた。部隊の主力は儀仗隊であり、戦力として期待しうるものではなかった。総員で9,548名、司令官は李鐘賛大佐であった。
第2師団は大田周辺に駐屯して小白山脈のゲリラ討伐を行っており、開戦時には春川～議政府付近に展開する計画であった。第5連隊（1,895名）、第16連隊（2,408名）、第25連隊（2,210名）を基幹として総員7,910名、砲兵・工兵を有さない軽歩兵部隊であった。このうち第25連隊は議政府正面の第7師団に編入されていたが、施設の整備が間に合わず、開戦までに移動できなかった。開戦時の師団長は李亨根准将。
第3師団は大邱・釜山周辺に駐屯してゲリラ討伐を行っており、開戦時には議政府～汶山付近に展開する計画であった。第22連隊（2,646名）、第23連隊（2,587名）の2個連隊基幹で総員7,059名、砲兵・工兵を有さない軽歩兵部隊であった。開戦時の師団長は劉升烈大佐。
第5師団は光州周辺に駐屯して全羅道や智異山周辺の治安維持を行っており、開戦時には汶山～議政府付近に展開する計画であった。第15連隊（2,119名）、第20連隊（2,185名）、第1独立大隊（698名）を基幹として総員7,276名、砲兵・工兵を有さない軽歩兵部隊であった。開戦時の師団長は李應俊少将。
これらの師団級部隊に加え、独立機甲連隊、砲兵学校教導連隊、第1工兵団があり、また重要施設の警備は警察、青年防衛隊、大韓青年団が、海岸線の警備は海軍の指揮下で特別警察隊と海岸青年防衛隊が行なう計画であった。対空警戒は、空軍本部の対空計画に基いて編成された対空監視部隊、および陸軍の各級部隊が編成した対空部隊が行なうことになっていた。

## 指導者

### 北朝鮮軍
| 役職         | 階級     | 氏名   | 備考                                                   |
| ------------ | -------- | ------ | ------------------------------------------------------ |
| 司令官       | 大将     | 金策   |                                                        |
| 参謀総長     | 中将     | 姜健   |                                                        |
| 文化副司令官 | 中将     | 金一   |                                                        |
| 作戦局長     | 少将     | 兪成哲 |                                                        |
| 作戦局副局長 | 上級大佐 | 朴昌林 | 早稲田大学出の日本軍学徒兵出身、中国戦線で延安に入る。 |
| 砲兵局長     | 少将     | 金奉律 |                                                        |
| 工兵局長     | 上級大佐 | 朴吉南 |                                                        |
| 通信局長     | 上級大佐 | 朴英順 | 東北抗日連軍、ソ連軍諜報部隊出身                       |
| 偵察局長     | 上級大佐 | 崔遠   |                                                        |
| 文化局長     | 少将     | 金日   | ソ連派                                                 |
| 安全局長     | 少将     | 石山   |                                                        |
| 後方局長     | 少将     | 金英洙 |                                                        |
| 検察局長     | 少将     | 金学仁 | ソ連派                                                 |

北朝鮮軍は1950年6月23日、38度線以南における諸戦闘を最高司令部に代わって指揮するため、前線司令部を組織した。本来なら司令官は、民族保衛相の崔庸健が任命されるべきだったが、崔はアメリカの軍事介入を憂う発言をしたため、金日成に嫌われ登用されず、代わりに最も信用の厚い金策が任命された。しかし金策は最近まで産業相で職業軍人ではなかったため、実際には政治委員か兵站の監督などをし、軍事問題や作戦指揮は姜健に任せた。
連隊級以上の幹部は、中共軍および朝鮮義勇軍出身者（延安派）であるか、金日成をはじめとする第88特別旅団出身者（満州派）であった。また師団長級以上の幹部はほとんど30代であった。第88旅団出身者では、最高司令官である内閣首相の金日成が38歳、民族保衛相の崔庸健が50歳であり、総参謀長姜健（32歳）、第2軍団長金光侠（35歳）、第1師団長崔光（31歳）、第2師団長李青松（38歳）、第105戦車旅団長柳京洙（35歳）、第13師団長崔勇進（39歳）、第15師団長朴成哲（36歳）など30代であった。また八路軍および朝鮮義勇軍出身者も武亭（45歳）を除き、第1軍団長金雄、第4師団長李権武、第5師団長金昌徳、第6師団長方虎山、第12師団長全宇、空軍司令官王璉など30代であった。これらの年齢が物語るように、高級幹部のほとんどは大部隊の指揮経験がないソ連と中国共産党地域でゲリラ活動をしたパルチザン出身であった。
| 役職          | 役職                  | 階級 | 氏名                        | 備考                                                       |
| ------------- | --------------------- | ---- | --------------------------- | ---------------------------------------------------------- |
| 第1軍団       | 軍団長                | 中将 | 金雄                        |                                                            |
| 第1軍団       | 文化副軍団長          | 少将 | 金載郁                      |                                                            |
| 第1軍団       | 参謀長                | 少将 | 柳新                        |                                                            |
| 第1軍団       | 工兵部長              | 中佐 | 金時雄                      |                                                            |
| 第1軍団       | 工兵副部長            | 少佐 | 金英洛                      |                                                            |
| 第1師団       | 師団長                | 少将 | 崔光                        |                                                            |
| 第1師団       | 第2連隊長             | 大佐 | 金陽春                      | 満州派、国共内戦で吉東分区汪清警備司令部大隊長             |
| 第1師団       | 第3連隊長             | 大佐 | 李昌權                      |                                                            |
| 第1師団       | 第14連隊長            | 大佐 | 黄石                        | 国共内戦で東北野戦軍独立第4師第3団政治委員、1951年2月戦死  |
| 第1師団       | 砲兵連隊長            | 大佐 | 玄学奉                      |                                                            |
| 第3師団       | 師団長                | 少将 | 李永鎬                      |                                                            |
| 第3師団       | 参謀長                | 大佐 | 張平山                      |                                                            |
| 第3師団       | 第7連隊長             | 大佐 | 金昌奉                      |                                                            |
| 第3師団       | 第8連隊長             | 中佐 | 金秉鍾                      |                                                            |
| 第3師団       | 第9連隊長             | 大佐 | 金萬益                      | 満州派、国共内戦で吉東分区司令部兵器科長。1950年9月8日戦死 |
| 第3師団       | 砲兵連隊長            | 大佐 | 安白成                      |                                                            |
| 第4師団       | 師団長                | 少将 | 李権武                      |                                                            |
| 第4師団       | 文化副師団長          | 少将 | 朴金喆                      |                                                            |
| 第4師団       | 参謀長                |      | 許鳳学                      |                                                            |
| 第4師団       | 第5連隊長             | 大佐 | 崔仁徳                      |                                                            |
| 第4師団       | 第16連隊長            | 大佐 | 朴勝煕                      |                                                            |
| 第4師団       | 第18連隊長            | 大佐 | 張教徳                      | 国共内戦で吉東軍分区独立第6団第3営営長。平沢の戦いで戦死   |
| 第4師団       | 砲兵連隊長            |      | 不明                        |                                                            |
| 第6師団       | 師団長                | 少将 | 方虎山                      |                                                            |
| 第6師団       | 文化副師団長          | 総佐 | 洪林                        | 第4野戦軍第166師政治部主任                                 |
| 第6師団       | 参謀長                | 総佐 | 盧哲用                      |                                                            |
| 第6師団       | 第1連隊長             | 大佐 | 金厚進                      |                                                            |
| 第6師団       | 第13連隊長            | 大佐 | 韓日来                      | 国共内戦で東北野戦軍独立第4師第1団政治委員                 |
| 第6師団       | 第15連隊長            | 大佐 | 李芳南                      |                                                            |
| 第6師団       | 砲兵連隊長            | 中佐 | 張宇哲                      |                                                            |
| 第105戦車旅団 | 旅団長                | 少将 | 柳京洙                      |                                                            |
| 第105戦車旅団 | 文化副旅団長          |      | 安東洙                      |                                                            |
| 第105戦車旅団 | 技術副旅団長          |      | 朴イルム （박일무）         | 高麗人                                                     |
| 第105戦車旅団 | 第107連隊長           | 大佐 | チェ・ウシク （최우식）     |                                                            |
| 第105戦車旅団 | 第107連隊技術副連隊長 |      | 李サングォン （리상권）     | 日本軍で運転手として勤務                                   |
| 第105戦車旅団 | 第109連隊長           | 大佐 | 金テリョン （김태련）       | 鉄道の駅員や炭鉱の賃金計算員として活動                     |
| 第105戦車旅団 | 第109連隊参謀長       |      | チョン・ガン （정강）       | 朝鮮義勇軍出身                                             |
| 第105戦車旅団 | 第203連隊長           | 大佐 | チェ・リュルソク （최율석） |                                                            |
| 第3警備旅団   | 旅団長                | 少将 | 崔賢                        |                                                            |
| 第13師団      | 師団長                | 少将 | 崔勇進                      |                                                            |
| 第15師団      | 師団長                | 少将 | 朴成哲                      |                                                            |
| 第15師団      | 参謀長                | 大佐 | 金郁                        | 日本軍志願兵（上等兵）出身                                 |

| 役職        | 役職           | 階級 | 氏名                          | 備考                                                             |
| ----------- | -------------- | ---- | ----------------------------- | ---------------------------------------------------------------- |
| 第2軍団     | 軍団長         | 中将 | 金光侠                        |                                                                  |
| 第2軍団     | 文化副軍団長   | 少将 | 林海                          |                                                                  |
| 第2軍団     | 参謀長         | 少将 | 崔仁                          |                                                                  |
| 第2軍団     | 作戦部長       | 総佐 | 李学九                        |                                                                  |
| 第2軍団     | 作戦課長       | 大佐 | 姜東晧                        | 1951年春韓国に帰順。                                             |
| 第2軍団     | 偵察参謀       | 少佐 | 金浩勇                        |                                                                  |
| 第2軍団     | 工兵部長       | 中佐 | 李基元                        |                                                                  |
| 第2軍団     | 工兵部副部長   | 少佐 | 朱栄福                        |                                                                  |
| 第2師団     | 師団長         | 少将 | 李青松                        |                                                                  |
| 第2師団     | 参謀長         | 総佐 | 玄波                          |                                                                  |
| 第2師団     | 工兵長         | 中佐 | 李甲寧                        |                                                                  |
| 第2師団     | 第4連隊長      | 大佐 | 李ソンホ （이성호）           |                                                                  |
| 第2師団     | 第6連隊長      | 大佐 | チョン・ビョンガプ （전병갑） |                                                                  |
| 第2師団     | 第17連隊長     | 中佐 | 全文燮                        |                                                                  |
| 第2師団     | 砲兵連隊長     | 大佐 | 安ギョクホ （안격호）         |                                                                  |
| 第2師団     | 自走砲大隊長   | 中佐 | 玄哲                          |                                                                  |
| 第2師団     | 工兵大隊参謀長 | 少佐 | 卞庸一                        |                                                                  |
| 第5師団     | 師団長         | 少将 | 金昌徳                        | 朝鮮義勇軍出身                                                   |
| 第5師団     | 文化副師団長   | 総佐 | 張福                          | 朝鮮義勇軍出身                                                   |
| 第5師団     | 砲兵副師団長   | 総佐 | 朴松波                        | 朝鮮義勇軍出身                                                   |
| 第5師団     | 参謀長         | 総佐 | 趙寛                          | 朝鮮義勇軍出身                                                   |
| 第5師団     | 第10連隊長     | 大佐 | 朴正徳                        | 朝鮮義勇軍出身                                                   |
| 第5師団     | 第11連隊長     | 大佐 | 金鳳文                        | 朝鮮義勇軍出身                                                   |
| 第5師団     | 第12連隊長     | 大佐 | 王輝                          | 朝鮮義勇軍出身                                                   |
| 第5師団     | 砲兵連隊長     | 大佐 | 車均燮                        | 朝鮮義勇軍出身                                                   |
| 第5師団     | 工兵大隊長     | 大尉 | 金元奎                        | 日本軍工兵出身（軍曹）。洛東江渡河作戦で溺死したと言われている。 |
| 第12師団    | 師団長         | 少将 | 全宇                          |                                                                  |
| 第12師団    | 文化副師団長   |      | 金剛                          | 朝鮮義勇軍出身                                                   |
| 第12師団    | 参謀長         | 総佐 | 池炳学                        |                                                                  |
| 第12師団    | 第30連隊長     | 大佐 | 崔學勳                        | 朝鮮義勇軍出身                                                   |
| 第12師団    | 第31連隊長     | 大佐 | 李原城                        | 朝鮮義勇軍出身                                                   |
| 第12師団    | 第32連隊長     | 大佐 | 黄東華                        | 朝鮮義勇軍出身                                                   |
| 第12師団    | 砲兵連隊長     | 大佐 | 孫應三                        | 朝鮮義勇軍出身                                                   |
| 第1警備旅団 | 旅団長         | 少将 | 呉白龍                        |                                                                  |
| 第766部隊   | 部隊長         | 総佐 | 呉振宇                        |                                                                  |

### 韓国軍
| 役職         | 階級      | 氏名   | 備考                                |
| ------------ | --------- | ------ | ----------------------------------- |
| 参謀総長     | 少将      | 蔡秉徳 |                                     |
| 作戦参謀副長 | 准将      | 丁一権 | アメリカ滞在                        |
| 行政参謀副長 | 大佐      | 金白一 | 作戦参謀副長兼務                    |
| 高級副官     | 大佐      | 崔慶萬 |                                     |
| 作戦局長     | 大佐      | 張昌国 | 1950年6月10日補任                   |
| 作戦局次長   | 大佐      | 朴林恒 | 1950年6月10日補任                   |
| 作戦課長     | 中佐      | 丁來赫 | 1950年6月10日補任                   |
| 情報局長     | 大佐      | 張都暎 |                                     |
| 情報室長     | [ 注 12 ] | 朴正煕 |                                     |
| 北韓班長     | 中尉      | 金鍾泌 |                                     |
| 人事局長     | 大佐      | 申尙澈 | 1950年6月10日補任                   |
| 軍需局長     | 大佐      | 楊国鎮 |                                     |
| 法務監       | 大佐      | 楊正秀 |                                     |
| 医務監       | 大佐      | 尹致旺 |                                     |
| 財務監       | 中佐      | 鄭萬基 | 日本軍学徒兵出身、1950年6月30日戦死 |
| 監察監       | 大佐      | 安椿生 |                                     |
| 砲兵監       | 大佐      | 申應均 | 実務教育団長として日本滞在中        |
| 兵站監       | 大佐      | 尹秀鉉 | 満州国軍出身                        |
| 兵器監       | 大佐      | 沈彦俸 |                                     |
| 工兵監       | 大佐      | 崔昌植 |                                     |
| 調達監       | 中佐      | 金相福 | 満洲国軍出身                        |
| 通信監       | 大佐      | 曺應天 |                                     |
| 厚生監       | 中佐      | 張好珍 | 日本軍学徒兵出身                    |
| 憲兵司令官   | 大佐      | 宋堯讃 |                                     |

当時の上層部は日本軍や満州国軍の佐官や尉官であった人や建軍初期に入隊した人が要職を占めており、戦略・戦術能力を備え、国防の基本方針や年度防衛計画などを案出する力を持った人はいなかったと言われている。日本軍少佐であった蔡秉徳参謀総長は兵器関連の勤務に終始し、大佐・中佐級の人達さえ配属将校や兵事部関連の勤務が多く防衛計画などに触れる勤務の経験はなかった。
韓国陸軍本部の作戦系統とソウルの直接防御に充てていた部隊の高級幹部は日本陸軍士官学校出身者で固めていた。しかし彼らは複数の師団を運用した経験はなく、その教育を十分に受けていなかった。陸軍参謀総長の蔡秉徳少将と首都警備司令官の李鐘賛大佐は日本陸士49期生であったが、蔡秉徳は兵器専門家で実戦経験がなく、李鐘賛は工兵であった。議政府方面を担当した第7師団長の劉載興准将は55期、作戦局長の張昌国大佐は59期、作戦課長の丁來赫中佐は58期であったが、日本陸軍大学に入学した者はいなかった。作戦参謀副長の丁一権准将は満州の陸軍高等軍事学校（日本の陸軍大学に相当）を出ていたが、開戦時にはアメリカ視察中であり、行政参謀副長の金白一大佐が作戦全般の差配を揮っていた。金白一はゲリラ討伐の名手であったため、正規戦でもゲリラ討伐の手法を適用し、議政府方面の逐次投入を指導した。
開戦直前の6月10日に人事異動が行われ、第一線の師団長3名が交替した。第8師団は李亨根准将から李成佳大佐、第6師団は申尙澈大佐から金鐘五大佐、第7師団長は李俊植准将から劉載興准将に代わり、3名の師団長は初度巡視を済ます程度の時間しかなかった。また高級幹部の多くは各実施学校に在籍中、あるいは留学や海外視察中で、本来の任務に就いていなかった。
| 役職        | 役職   | 階級 | 氏名   | 備考 |
| ----------- | ------ | ---- | ------ | ---- |
| 第17連隊    | 連隊長 | 大佐 | 白仁燁 |      |
| 第1大隊     | 大隊長 | 少佐 | 金禧泰 |      |
| 第2大隊     | 大隊長 | 少佐 | 宋虎林 |      |
| 第3大隊     | 大隊長 | 少佐 | 呉益慶 |      |
| 第7砲兵大隊 | 大隊長 | 少佐 | 朴廷鎬 |      |

| 役職        | 役職         | 階級 | 氏名   | 備考                   |
| ----------- | ------------ | ---- | ------ | ---------------------- |
| 第1師団     | 師団長       | 大佐 | 白善燁 | 歩兵学校高級課程入校中 |
| 第1師団     | 参謀長       | 大佐 | 石主岩 |                        |
| 第1師団     | 作戦参謀     | 少佐 | 金徳俊 | 日本軍志願兵出身       |
| 第1師団     | 後方参謀     | 中佐 | 朴璟遠 | 日本軍学徒兵出身       |
| 第11連隊    | 連隊長       | 大佐 | 崔慶禄 |                        |
| 第12連隊    | 連隊長       | 大佐 | 全盛鎬 |                        |
| 第13連隊    | 連隊長       | 大佐 | 金益烈 |                        |
| 第6砲兵大隊 | 大隊長       | 少佐 | 盧載鉉 |                        |
| 工兵大隊    | 大隊長       | 少佐 | 張治殷 |                        |
| 増援        |              |      |        |                        |
| 教導連隊    | 連隊長       | 中佐 | 兪海濬 |                        |
| 教導連隊    | 副連隊長     | 中佐 | 金東斌 |                        |
| 教導連隊    | 作戦参謀     | 少佐 | 李龍   |                        |
| 教導連隊    | 歩校教導隊長 | 少佐 | 金秉化 | 日本軍志願兵出身       |
| 教導連隊    | 陸士教導隊長 | 少佐 | 金應勇 |                        |
| 第15連隊    | 連隊長       | 大佐 | 崔栄喜 |                        |
| 第15連隊    | 第3大隊長    | 少佐 | 崔炳淳 |                        |
| 第20連隊    | 第3大隊長    | 少佐 | 朴煕東 |                        |

| 役職           | 役職     | 階級 | 氏名   | 備考                                         |
| -------------- | -------- | ---- | ------ | -------------------------------------------- |
| 第7師団        | 師団長   | 准将 | 劉載興 | 1950年6月10日補任                            |
| 第7師団        | 参謀長   | 大佐 | 金鍾甲 | 第25連隊の移駐を監督するため、温陽に出張中。 |
| 第7師団        | 情報参謀 | 少佐 | 李世鎬 |                                              |
| 第1連隊        | 連隊長   | 大佐 | 咸俊鎬 |                                              |
| 第9連隊        | 連隊長   | 中佐 | 尹春根 |                                              |
| 第25連隊       | 連隊長   | 中佐 | 金炳徽 | 日本軍学徒兵出身、1950年6月10日補任          |
| 第8砲兵大隊    | 大隊長   | 少佐 | 李圭三 |                                              |
| 工兵大隊       | 大隊長   | 少佐 | 許弼殷 |                                              |
| 増援           |          |      |        |                                              |
| 首都警備司令部 | 司令官   | 大佐 | 李鍾賛 |                                              |
| 第2師団        | 師団長   | 准将 | 李亨根 |                                              |

| 役職         | 役職      | 階級 | 氏名   | 備考                                 |
| ------------ | --------- | ---- | ------ | ------------------------------------ |
| 第6師団      | 師団長    | 大佐 | 金鐘五 | 1950年6月10日補任                    |
| 第6師団      | 参謀長    | 中佐 | 高時福 |                                      |
| 第6師団      | 作戦参謀  | 中佐 | 梁仲鎬 | 日本軍志願兵出身                     |
| 第2連隊      | 連隊長    | 大佐 | 咸炳善 |                                      |
| 第2連隊      | 副連隊長  | 中佐 | 金鳳喆 | 日本軍志願兵出身                     |
| 第2連隊      | 第1大隊長 | 中佐 | 朴魯圭 | 日本軍志願兵出身、1951年3月戦死      |
| 第2連隊      | 第2大隊長 | 少佐 | 金尚龍 |                                      |
| 第2連隊      | 第3大隊長 | 少佐 | 李雲山 |                                      |
| 第7連隊      | 連隊長    | 中佐 | 林富澤 |                                      |
| 第7連隊      | 第1大隊長 | 少佐 | 金龍培 |                                      |
| 第7連隊      | 第2大隊長 | 少佐 | 金鍾洙 |                                      |
| 第7連隊      | 第3大隊長 | 少佐 | 印聖琯 |                                      |
| 第19連隊     | 連隊長    | 大佐 | 閔丙権 | 日本軍学徒兵出身、陸軍参謀学校入校中 |
| 第19連隊     | 第1大隊長 | 少佐 | 崔炳黙 |                                      |
| 第19連隊     | 第2大隊長 | 少佐 | 崔錫洛 |                                      |
| 第19連隊     | 第3大隊長 | 少佐 | 金韓徳 |                                      |
| 第16砲兵大隊 | 大隊長    | 少佐 | 金聖   |                                      |
| 工兵大隊     | 大隊長    | 少佐 | 朴正采 |                                      |

| 役職         | 役職   | 階級 | 氏名   | 備考              |
| ------------ | ------ | ---- | ------ | ----------------- |
| 第8師団      | 師団長 | 大佐 | 李成佳 | 1950年6月10日補任 |
| 第8師団      | 参謀長 | 中佐 | 崔甲中 | 日本軍学徒兵出身  |
| 第10連隊     | 連隊長 | 中佐 | 高根弘 | 日本軍志願兵出身  |
| 第21連隊     | 連隊長 | 中佐 | 金容培 |                   |
| 第18砲兵大隊 | 大隊長 | 少佐 | 張庚石 |                   |
| 工兵大隊     | 大隊長 | 大尉 | 金黙   | 満州国軍出身      |

| 役職           | 役職       | 階級 | 氏名             | 備考                                                             |
| -------------- | ---------- | ---- | ---------------- | ---------------------------------------------------------------- |
| 首都警備司令部 | 司令官     | 大佐 | 李鍾賛           | 1950年6月10日補任                                                |
| 首都警備司令部 | 第3連隊長  | 中佐 | 李尚根           | 李亨根の実弟。日本軍学徒兵出身。1950年9月戦死。1950年6月10日補任 |
| 首都警備司令部 | 第8連隊長  | 中佐 | 徐鐘喆           | 1950年6月10日補任、陸軍参謀学校入校中                            |
| 首都警備司令部 | 第18連隊長 | 中佐 | 任忠植           |                                                                  |
| 陸本直轄       | 機甲連隊長 | 大佐 | 劉興守           | 日本軍学徒兵出身                                                 |
| 陸本直轄       | 第1大隊長  | 少佐 | 朴武烈           | 警備3期                                                          |
| 陸本直轄       | 第2大隊長  | 少佐 | 張哲夫           |                                                                  |
| 陸本直轄       | 第3大隊長  | 少佐 | チョン・ヨンウン | 警備3期。 金浦半島の戦いにて戦死                                 |

| 役職    | 役職           | 階級 | 氏名   | 備考               |
| ------- | -------------- | ---- | ------ | ------------------ |
| 第2師団 | 師団長         | 准将 | 李亨根 | 1950年6月10日補任  |
| 第2師団 | 参謀長         | 大佐 | 崔昌彦 |                    |
| 第2師団 | 作戦参謀       | 中佐 | 呉昌根 |                    |
| 第2師団 | 情報参謀       | 中佐 | 賓哲顕 |                    |
| 第2師団 | 人事参謀       | 少佐 | 趙雲鶴 |                    |
| 第2師団 | 軍需参謀       | 少佐 | 車光転 |                    |
| 第2師団 | 第5連隊長代理  | 中佐 | 朴基成 | 釜山に出張中。     |
| 第2師団 | 第16連隊長     | 大佐 | 文容彩 | 1950年6月10日補任  |
| 第3師団 | 師団長         | 大佐 | 劉升烈 |                    |
| 第3師団 | 参謀長         | 中佐 | 孔国鎮 | 陸軍参謀学校入校中 |
| 第3師団 | 第22連隊長     | 中佐 | 姜泰敏 |                    |
| 第3師団 | 第23連隊長     | 中佐 | 金宗元 |                    |
| 第3師団 | 陸軍報国大隊長 | 少佐 | 方圓哲 |                    |
| 第5師団 | 師団長         | 少将 | 李應俊 |                    |
| 第5師団 | 第15連隊長     | 大佐 | 崔栄喜 | 陸軍参謀学校入校中 |
| 第5師団 | 第20連隊長     | 中佐 | 朴基丙 |                    |
| 第5師団 | 第1独立大隊長  |      |        |                    |

## 戦闘の経過

### 開戦
1950年6月25日午前4時、北朝鮮軍は甕津半島において攻撃準備射撃を開始した。射撃は信号弾による合図とともに順次東に向けて拡大し、午前5時ごろには東海岸においても開始された。投入された火力は、38度線全線で砲迫計3,000門に及んだ。これに先立って午前1時、甕津半島の第17連隊は敵の接近を偵知し、緊急電によりこれを陸軍本部に急報した。3時には第1師団、さらに3時30分には第7師団が敵の攻勢準備を報告した。これに続き、北朝鮮軍は計画通り38度線を越境し、攻撃を開始した。
一方、韓国軍は北朝鮮軍の南侵を警戒して、6月11日より非常警戒態勢にあったが、何らの兆候も掴めなかったため、23日午前0時付けでこれを解除していた。翌24日夜には蔡秉徳の命令で諜報隊が潜入していたが、北朝鮮軍に包囲されたため、彼らが陸軍本部に出頭したのは攻撃が始まってしばらく経った後のことだった。
また砲撃が起こった際、幹部の多くが研修や留学のために手薄な状態であり、また僅か2週間ほど前の人事異動で着任したばかりの新しい将校は部隊を掌握できていなかった。さらに農繁期だったため、各部隊は兵士達に外出・外泊・休暇を認めており、約3分の1の兵力が持ち場を空けていた。
また前日夜には陸軍会館将校クラブの落成パーティーが開かれており、高級将校の多くが夜半まで宴に参加していた。非常召集を受けた将校には二日酔いの者も多かった。
韓国軍はこれ以前にもメーデー、総選挙にあわせて非常警戒態勢をとっており、その合計は45日にもおよんでいた。

### 甕津半島
甕津半島における北朝鮮軍の攻撃部隊は、上述の第6師団第1連隊に加え、内務省管轄の第3警備旅団の合計6800名であった。これに対する韓国軍の第17連隊は、この前日より北朝鮮軍の様子が尋常でないことを察し、警戒態勢を強化し、戦闘配置を行なっていた。しかし北朝鮮軍の攻撃部隊は兵力が約2倍半で装備も優越しており、午前6時には第1大隊の主抵抗線が突破された。連隊長はただちに第2大隊に逆襲を命令し、これは成功したが、今度は第3大隊が後退を余儀なくされた。17時には連隊は分断され、事態を絶望視したアメリカ軍顧問5名は連絡機でソウルに退避し、連隊の撤退を要請した。翌26日朝、第17連隊主力は派遣された3隻のLSTに分乗して撤退した。また、逆襲に成功した第2大隊は、第1大隊の落伍兵を収容しつつ、民間船舶によって撤退した。

### 開城・汶山-奉日川
この地域を守備する韓国軍第1師団は、第12連隊（開城正面）と第13連隊（高浪浦正面）を前方配置し、第11連隊を水色において予備としていた。
開城においては、地域一帯の制高点である松嶽山（標高486m）が北緯38度線の北側にあったため、韓国軍第12連隊の陣地は北朝鮮軍によって見下ろされる状態にあった上に、この朝、多くの兵員が休暇外泊によって配置を外れており、実勢力は1461名であった。また第12連隊の正面は70余キロもあり、北に通ずる道路や戦術上の制高点を押さえるために兵力が分散していた。この方面には、北朝鮮軍第6師団の主力2個連隊が指向されていたが、このうち第13連隊が松岳山を足場に韓国軍第12連隊第2大隊の防御陣地にいくらかの兵力を浸透させ、一部の兵力を迂回して後方から攻撃することによって瞬時に韓国軍の陣地を無力化させ、第15連隊も攻撃準備射撃と同時に1番道路に沿って開城に突進した。6時、北朝鮮軍は開城に突入し、開城鉄道警察と交戦した。韓国軍第12連隊は奇襲によって崩壊したため、北朝鮮軍は迅速に開城内の各道路を封鎖、遮断することで韓国軍第12連隊本部の支援を早期に断ち、開城鉄道警察隊の退路を遮断した。やがて北朝鮮軍の戦車5両が開城に侵入し、7時30分には残された警察隊員が最後の突撃を敢行し、北朝鮮軍の集中射撃を受けて戦死した。第12連隊のうち、組織的な後退に成功したのは連隊本部と2個中隊のみであった。開城を占領した北朝鮮軍第6師団は韓国軍を追撃し、金浦方面に進攻した。
高浪浦の韓国軍第13連隊は、5時ごろより北朝鮮軍による砲兵射撃を受け、これに続き第203戦車連隊の40両のT-34戦車の支援を受けた北朝鮮軍第1師団の攻撃を受けた。これに対し、第13連隊はまず57mm対戦車砲で射撃をしたものの効果は無く、爆雷や梱包爆薬、柄付き爆薬などによる肉薄攻撃に至った。これによって戦車4輌を撃破したものの、第一波約90名全員が戦死したため、後に続くものがいなくなり、ついに北朝鮮軍の戦車隊は陣地を蹂躙するに到った。これを受けて韓国軍第13連隊はそれ以上の防御戦闘を断念して、効果的に遅滞戦闘を行いつつ、計画どおりに臨津江南岸、坡平山の既設陣地に移動した。
一方、水色にあった第11連隊と第1師団司令部は秩序よく北上し、第13連隊の左翼に連係して、汶山付近の臨津江南岸の陣地に進入した。臨津江は全体に水量豊富で、渡河は臨津江鉄橋か、または第7師団との境界地域にあるカヨウルにおいて行なうしかなかった。このため、第1師団は臨津江北岸の部隊の撤退後、臨津江鉄橋を爆破する計画であった。しかし、壊乱した第12連隊、および休暇外泊中だった将兵が臨津江鉄橋を渡って三々五々と臨津江南岸に集結しつつあったため、爆破するタイミングの判断は困難であった。さらに、北朝鮮軍は第12連隊の後衛と混交状態で急追したため、ついに第1師団は鉄橋の爆破に失敗し、橋は無傷で北朝鮮軍の手に落ちた。しかし臨津江を活用した河川防御、および第1師団長の適切な陣頭指揮により、25日の戦闘は韓国軍の優勢のうちに推移し、北朝鮮軍の進撃は阻止されていた。

### 東豆川・抱川-議政府
北朝鮮が計画し、韓国が予想した通り、北朝鮮軍の主攻はこの方面に指向された。北朝鮮軍第3師団は雲川から抱川に、第4師団は漣川から東豆川に向け、それぞれ第109、第107戦車連隊の支援を受けつつ、急速に前進した。この方面を守備する韓国軍第7師団は事実上2個連隊基幹となっており、第1連隊が東豆川正面を、第9連隊が抱川正面を担当し、予備隊は存在しなかった。このため、各部隊の配置は疎になっており、特に第1連隊は、第2大隊が北朝鮮軍の強力な歩戦協同部隊と激戦中であるにもかかわらず、他の2個大隊は接敵すらしていないという状況にあった。第2大隊は勇戦敢闘したものの弾薬の再補給を受けられず、15時ごろより主抵抗線を突破されはじめた。北朝鮮軍はその勢いを駆り、夕刻には東豆川市内に突入した。韓国軍第1連隊は後退し、集結したが、通信途絶により第1大隊には後退命令が伝わらなかった。
一方、抱川正面の韓国軍第9連隊は、連隊長の処置により全将兵が営内待機していた。これに対する北朝鮮軍第3師団は、他の部隊より20分早い3時40分より攻勢準備射撃を開始し、第109戦車連隊の戦車40両を先頭にした主攻を梁文里から抱川に到る43号線に指向する一方、梁文里西方の永平里から抱川北側の加郎山に到る軸線に助攻を指向し、第9連隊主力の後方を遮断しようと試みたが、この方面に配置されていた前哨中隊の抵抗によってこれは失敗した。しかし歩戦協同攻撃により韓国軍は圧倒され、9時には主抵抗線まで後退していた。第9連隊は頑強に抵抗したが、予備陣地まで敵に蹂躙され、第7師団との連絡も途絶したことから、連隊長は独断で17時ごろより光陵への後退を実施した。この際第3大隊には命令が伝わらず、陣地を固守していたために後退の時期を逸し、大損害を受けた。
第7師団よりソウルの首都警備司令部に隷属換えされていた第3連隊は11時、第7師団への配属命令を受け、この時点で召集されていた600名を2個大隊に臨時編成して、第3大隊長の指揮下で抱川に向かった。連隊長は抱川で連隊と合流し、同市南方の松隅里に応急陣地の配備を決心したが、配備完了以前に戦車7～8両を含む北朝鮮軍の機甲部隊の攻撃を受けた。第3連隊は圧倒されて連隊長が行方不明になり、第3大隊長の指揮下で後退した。
北朝鮮軍は開戦当日に東豆川道正面で8キロ、抱川道正面で10キロを突破した。これに対し、韓国軍第7師団は開戦当日に東豆川、抱川を奪取され、部隊は分散し、議政府の防御は危険な状況に陥っていた。韓国軍陸軍本部はこの状況を認識しており、上述のように第3連隊が第7師団に復帰したほか、午後には第18連隊（1個大隊欠）に加え、陸軍士官学校の部隊も追加配属された。さらに到着しはじめた後方警戒部隊も議政府正面に投入され、最終的に、25日から26日にかけて議政府方面に増援された部隊は5個連隊の計15個大隊に及んだ。しかしこれら部隊は、非常召集によって集結した順序のままの臨時編成で投入されており、指揮系統の確立がまったくなされておらず、また逐次に投入されたため、これらの増援部隊は所期の戦闘力を発揮することができず、各個に撃破される結果となった。

### 春川～洪川正面
中部戦線を守備する韓国軍第6師団は、防御地域西側を南北に流れる北漢江と、前方を横切る昭陽江を利用して、第7連隊は春川正面において昭陽江の北岸に、第2連隊は洪川正面において昭陽江の南岸に前方配置し、第19連隊を原州において予備としていた。同師団は既に3分の1の兵員が外出・外泊していたが、独自の情報と判断に基づき警戒態勢をとっていた。ただし、第2連隊は6月20日に編入されて第8連隊と交替したばかりであり、第19連隊も5月1日に編入されたばかりで、態勢はいまだ整っていない状態であった。これに対する北朝鮮軍は、第2師団を主攻として春川を攻撃し、25日中にこれを占領するとともに、第12師団を独立戦車連隊で増強して洪川方面に突進させ、早期にこれを占領したのち、迂回してソウルを包囲する計画であった。
第7連隊の正面、38度線の南側300mにある毛津橋は、北漢江の渡河において重要な橋であったが、北朝鮮軍の瞰制下にあったためにこれを爆破できず、第7連隊の防御は一気に崩れてしまった。北朝鮮軍の迅速な進撃もあって第7連隊は遅滞に失敗し、北朝鮮軍は同25日9時ごろには春川が見える付近まで進出し、いったん進撃を止めた。しかし第7連隊の戦闘配置は迅速かつ整然と進行し、また対戦車中隊第2小隊（小隊長：沈鎰少尉）が北朝鮮軍の自走砲の破壊に成功したことで、戦車に対する恐怖心も薄れていた。この方面の攻撃を担当した北朝鮮軍第2師団は春川市の攻略にあたって、第4連隊の正面攻撃によって韓国軍を牽制し、その隙に、密かに第6連隊で北漢江の河床を前進させ、中央を突破しようとした。しかし第6連隊は、韓国軍の105mm榴弾砲の直接射撃を受け、河床とあって遮蔽もなく、両岸が崖であったために退避もできず、大損害を受けた。また、正面攻撃を行なった第4連隊も、待ち構えていた韓国軍の猛射を受けて大損害を出した。河床道の第6連隊は、韓国軍砲兵の集中射撃によって50%に達する損害を受け、第4連隊は督戦を受けて突撃を繰り返したものの、攻撃は頓挫した。
一方、洪川正面の第2連隊は、上述の通り隷属替えされた直後であり、警備区域の地形の把握も不十分で、第2大隊に到っては洪川に到着したばかりで、装備の梱包すら解いていなかった。この第2大隊は予備として決雲里に拘置され、第1大隊は最前方の冠岱里に、第3大隊は右前方の縣里に配置されていた。これに対する北朝鮮軍は、第12の1個師団を独立戦車連隊で増強したもので、その主攻は冠岱里に、助攻は縣里に指向されていた。この25日、前日の大雨によって昭陽江は増水して韓国軍にとって有利な障害となっており、冠岱里の韓国軍第2連隊第1大隊は、冠岱里北方の渡し場で渡河を試みた北朝鮮軍を2度にわたって撃退した。しかし北朝鮮軍の猛烈な砲撃によって同大隊は3分の2もの損害を出し、弾薬も消耗し、ついに後退した。また、第2連隊の警備区域は地形的に東西に分断されており、縣里の第3大隊について、連隊本部では所在すら把握できなくなっていた。一方、予備となっていた第2大隊は、冠岱里の南方に位置する於論里まで前進し、後退してきた第1大隊とともに守備についた。第2大隊は交戦によって北朝鮮軍戦車1両を撃破、1両を擱坐させ、さらに全火力を集中することで歩戦を分離させ、ついに撃退に成功した。この戦果に勇気を得た第2連隊は、この時点で掌握していた2個大隊により、翌朝をもって反撃に出ることとした。しかし同連隊の戦闘力を考えると、これは冒険であった。

### 東海岸
東海岸地域を守備していた韓国軍第8師団は、前方防御部隊としては唯一2個連隊基幹の師団で、38度線に第10連隊が、後方の三陟に予備として第21連隊が拘置されていた。東海岸地域では、6月中旬にゲリラが浸透しており、第8師団はその討伐に各連隊より計2個大隊を抽出しており、特に第10連隊は、左翼第一線の第1大隊をゲリラ討伐に分遣するため、第3大隊との交代中であった。これに対する北朝鮮軍は、第10連隊を配属した第1警備旅団に、ゲリラ訓練を受けた2個連隊相当のコマンド部隊（第766部隊、第945陸戦隊）を加えたものであった。第1警備旅団は計画通り、25日4時より攻勢準備射撃を開始し、主攻を注文津に指向した。もとより手薄になっていた国境陣地の第10連隊前方部隊は即座に圧倒され、阻止陣地での抵抗にも失敗し、遅滞戦闘を展開しつつ後退していた。
一方、北朝鮮軍第945陸戦隊は、25日早暁には先発隊を奇襲上陸させ、燈明洞の海岸哨所にて警戒中であった警官1名を射殺して密かに橋頭堡を確保、4時ごろより本隊の上陸を開始し、地元住民を強制徴用して弾薬等を輸送させた。このことは、同村の大韓青年団員によって急報され、第8師団長は5時40分ごろ報告を受けた。第945陸戦隊は1個大隊を江陵に向けて北上させ、また1個大隊を玉渓方向に南下させた。また、さらに、北朝鮮軍第766部隊は7時ごろより臨院津に上陸し、1個大隊が太白山脈に浸透し、1個大隊は三陟方向に北上した。また、一団のゲリラ船が三陟に上陸を試みたが、57mm対戦車砲により2隻を撃沈されて退却した。
第8師団長は、6時より師団の作戦会議を召集し、第10連隊をもって最大限遅滞しつつ、三陟の第21連隊を江陵に移動させ、連谷川～沙川の主抵抗線で敵を撃滅するよう指導した。また、陸軍本部に対し1個連隊の増援を要請したが、陸軍本部はこれを断った直後より連絡を途絶した。これらの状況から長期戦を予感した韓国軍第8師団長は、25日10時を期して作戦地域内に戒厳令を布告し、軍・警察の家族と公共機関を後方に避難させるとともに、住民の避難計画の発動を要請した。第8師団の民間人保護計画の綿密さは特筆すべきものであったので、住民は軍を信頼し、情報収集や連絡などの作戦支援や、炊き出しなどの後方支援を進んで引き受けた。
燈明洞への北朝鮮軍の上陸を受け、第10連隊は第4中隊と対戦車中隊を急派し、第4中隊は安仁津西方において北上してきた北朝鮮軍部隊を撃破した。また対戦車中隊は、安仁津付近で上陸しつつあった船団と交戦し、これを撃退した。この報告を受けた第8師団長は、南より第10連隊を挟撃しようとしている北朝鮮軍部隊の阻止が急務であると判断し、江陵の南方12kmの群仙江に防御陣地を急編する決心をした。しかし遅滞戦闘中の第10連隊に余力はなく、第21連隊はなお三陟で移動準備中であった。このため、第8師団長は第10連隊に対し、第21連隊の到着まで群仙江の線を守るよう命じる一方、同連隊に1個工兵中隊を配属するとともに師団工兵大隊を連谷川の主抵抗線に配置した。これを受け、第10連隊は連隊予備である第3中隊を群仙江に派遣し、配属された第21連隊第10中隊、1個工兵中隊とともに群仙江の防御陣地を急編した。また、主抵抗線においては、増援された工兵大隊の援護下で第10連隊が再編成を行っていた。なお、これは韓国軍工兵が歩兵戦闘を行った初の記録である。
一方、師団作戦会議ののち、北朝鮮軍が臨院津に上陸したという情報を入手した第21連隊長は、北方の第1大隊をもってこれを確認させた。同大隊第1中隊は玉渓において捜索中、南下中の北朝鮮軍1個中隊規模を発見、警察および大韓青年団とともにこれを壊滅させるとともに、北朝鮮軍がパムジェにおいて道路を遮断していることを確認した。第21連隊長は江陵への移動命令を受けて準備中であったが、この報告を受け、移動経路を内陸に変更した。第21連隊主力は19時に三陟を発って翌26日10時30分ごろ、群仙江の防御陣地を引き継いだ。

## 総括
北朝鮮による奇襲はおおむね成功し、韓国はほぼ完全に不意を突かれた形となった。また、北朝鮮軍は装備・錬度においても韓国軍と比して相当に優越していた。特に戦車については、韓国軍に有効な対戦車火器が欠けていたこともあり、韓国兵に根強い恐怖心を抱かせるまでに至り、このため、戦線の全域で北朝鮮軍優位に戦況は推移した。しかし、北朝鮮の予期とは異なり、韓国兵の戦意は旺盛で、肉薄攻撃によって戦車が撃破される例も多々見られた。また、前方防御部隊の多くは、河川障害や錯雑地形を活用して巧みな防御戦を展開しており、これらの障害に欠けていた議政府正面を除いて、韓国軍の防御線は決定的な破綻を来たすには到らなかった。しかし議政府正面においては、機甲部隊の衝撃力を利用した北朝鮮軍の攻勢により、当初の守備部隊であった第7師団は大損害を受けており、また韓国陸軍本部は戦力の逐次投入という愚を犯しつつあった。このため、最終的に議政府正面で北朝鮮軍による突破を許し、ソウルの陥落に繋がることになる。